# Jacques-Joseph Lens
Pour les articles homonymes, voir Lens.
Jacques-Joseph Lens, né à Anvers le 23 février 1746 et décédé à Saint-Josse-ten-Noode le 31 mars 1814, est un peintre belge.
Il est le frère d'André Lens.
Après avoir été apprécié à l'Académie d'Anvers, il fit de 1764 à 1768, en compagnie de son frère aîné André Lens, le voyage d'Italie que leur avait offert Charles de Lorraine.
Il commença par être l'assistant de son frère puis il s'installa à Bruxelles où il eut beaucoup de commandes.
Il entra au service de Charles-Alexandre de Lorraine en 1779.
Partisan du gouvernement légitime lors de la révolution brabançonne, il s'exila en Allemagne en 1789 où il resta deux années et revint ensuite dans sa patrie.
Il fut surtout peintre d'histoire et portraitiste et devint un familier des salons organisés dans les Pays-Bas autrichiens.
Il figure parmi les membres de la Société de peinture, sculpture et architecture de Bruxelles.
Il fit partie de la franc-maçonnerie et fut membre de la loge l’Heureuse Rencontre.

## Quelques œuvres
- La marchande d'Amours.
- La mort d'Abel.
- La mort de Cléopâtre.
- La naissance de Vénus.
- On lui attribue aussi le portrait de l'empereur Léopold II conservé au Musée de Bruxelles.